# Mount Astor
Mount Astor ist ein markanter Berg von 3710 m Höhe im Königin-Maud-Gebirge. Er befindet sich etwa 3 km nördlich des Mount Bowser in den Hays Mountains. 
Der US-amerikanische Polarforscher Richard Evelyn Byrd entdeckte ihn bei seinem Flug zum geografischen Südpol im November 1929 im Rahmen seiner ersten Antarktisexpedition (1928–1930) und benannte ihn nach dem Unternehmer und Philanthropen Vincent Astor (1891–1959), Angehöriger der Familie Astor und Sponsor der Expedition.